# KAI Surion
Le Korean Utility Helicopter (KUH) (ou Korean Helicopter Program) est un programme d'hélicoptère militaire bi-turbine sud-coréen de manœuvre, lancé en 2006. 

## Historique

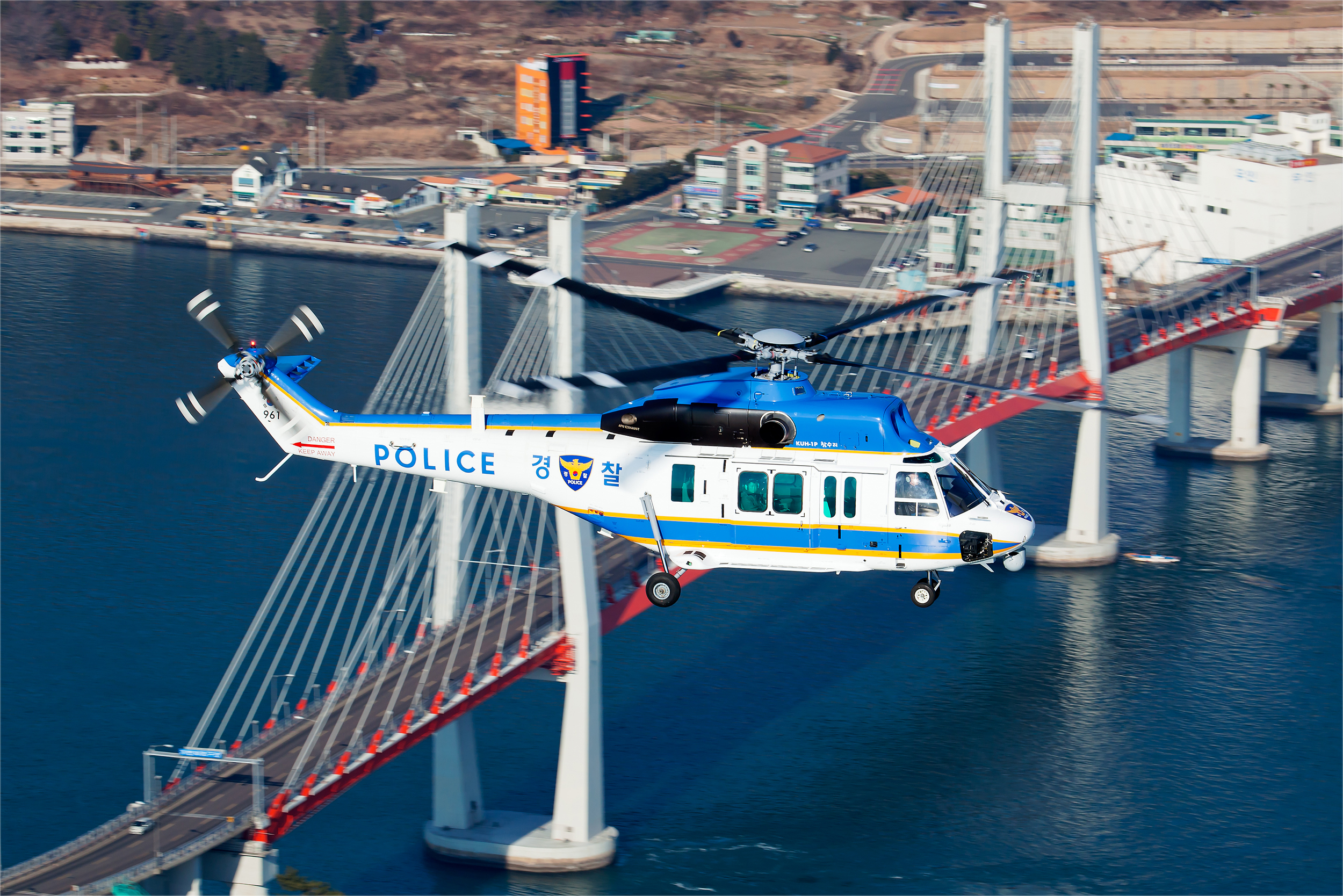
Un Surion de la police sud-coréenne en 2013.

En juin 2006, KAI se voit attribuer un contrat de 850 millions d'euros par le ministère de la Défense de Corée du Sud pour démarrer le projet de développement d'un hélicoptère utilitaire de la classe 8 tonnes. Eurocopter est sélectionné comme premier partenaire pour le développement de cette machine — cela reste à ce jour le plus gros contrat d'armement remporté par une société non américaine. Dans le cadre de ce contrat Eurocopter était chargé de fournir de l'assistance technique mais aussi des composants sur étagère tels que la transmission, le mât rotor et le pilote automatique, tous dérivés de la famille Super Puma (AS 532 MK2 et aussi EC 225/725).
Le premier vol a été réalisé avec succès le 10 mars 2010 et l'entrée en service officielle a lieu le 22 mai 2013 avec la mise en service de dix appareils dans l'école de pilotage de l'armée de terre sud-coréenne.

## Commandes

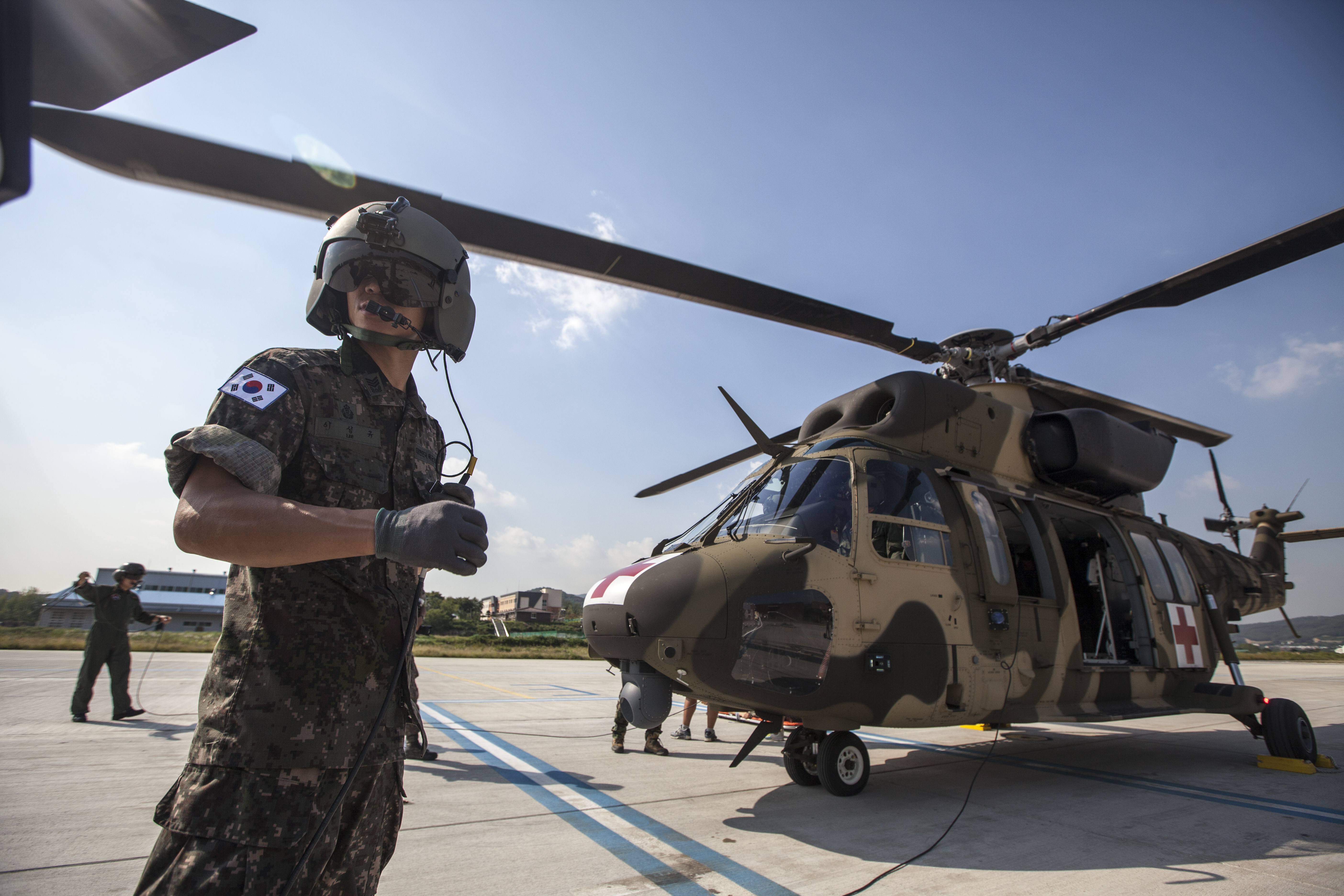
Un Surion ambulance de l'aviation légère de l’armée sud-coréenne en 2015.

La cible initiale comprend 245 appareils. Cette cible a été ramenée à 210 appareils, 35 ayant été transformés en machines pour la formation des pilotes de la ROKAA (Republic of Korea Army Aviation, l’aviation légère de l’armée de terre sud-coréenne). La machine a des dérivés militaires et parapublics comme les variantes (Forest, Fire-Fighter, Medevac, Amphibious & Police).